# Otero megye (Colorado)
Otero megye az Amerikai Egyesült Államokban, azon belül Colorado államban található. Megyeszékhelye és legnagyobb városa La Junta. Lakosainak száma 18 690 fő (2020. április 1.). Otero megye Crowley, Las Animas, Kiowa, Bent és Pueblo megyékkel határos.

## Népesség
A megye népességének változása:
| Lakosok száma | 18 904 | 18 943 | 18 790 | 18 703 | 18 343 | 18 690 |
|               | 2010   | 2011   | 2012   | 2013   | 2015   | 2020   |